# Crazy Horse (banda)
Crazy Horse es una banda musical estadounidense de rock, principalmente conocida por su asociación con el músico canadiense Neil Young. Fundado como grupo de doo wop bajo el nombre de Danny & The Memories, el grupo evolucionó a finales de la década de 1960 hacia la música psicodélica y el rock en la escena musical de California, donde conocieron a Young. Bajo el nuevo nombre de Crazy Horse, el grupo respaldó a Young en una amplia mayoría de trabajos discográficos que abarcan más de cuatro décadas de colaboraciones, desde Everybody Knows This Is Nowhere (1969) hasta Psychedelic Pill (2012). 
De forma paralela, el grupo ha publicado cinco discos de estudio entre 1971 y 1989, con Billy Talbot (bajo) y Ralph Molina (batería) como únicos miembros constantes en las diferentes formaciones de la banda. La formación actual incluye, junto a Talbot y Molina, al guitarrista Frank "Poncho" Sampedro, que sustituyó a Danny Whitten tras su muerte a causa de una sobredosis en 1972 y trabajó por primera vez con el grupo en la grabación del álbum Zuma.
A pesar del escaso reconocimiento comercial de sus trabajos sin el apoyo de Young, Crazy Horse ha sido considerado por varios periodistas musicales como una de las mejores bandas de garage. El propio Young definió a Crazy Horse como «la tercera mejor banda de garage del mundo».

## Historia

### Primeros años (1962-1968)
Crazy Horse tuvo su origen en 1962 como un grupo de doo wop afincado en Los Ángeles (California) y llamado Danny and the Memories. El grupo estuvo formado por el vocalista principal Danny Whitten, Lou Bisbal (reemplazado al poco tiempo por Bengiamino Rocco), Billy Talbot y Ralph Molina. La banda se trasladó a San Francisco (California) y emergió en el panorama de la música psicodélica, pero al poco tiempo volvieron a Los Ángeles y adoptaron el nombre de The Rockets. El nuevo grupo, formado por Whitten a la guitarra, Talbot al bajo, Molina en la batería, Bobby Notkoff en el violín y los hermanos Leon y George Whitsell, desarrolló un estilo cercano al folk psicodélico y grabó un álbum, titulado The Rockets, en 1968.

### Con Neil Young (1968-1970)
Con el primer y único álbum completo, The Rockets volvieron a coincidir con Neil Young, a quien habían conocido dos años antes como miembro del grupo Buffalo Springfield. En agosto de 1968, tres meses después de la disolución de Buffalo Springfield, Young improvisó con The Rockets sobre el escenario del club Whisky a Go Go de Los Ángeles (California), y poco después reclutó a Whitten, Talbot y Molina para respaldarle en la grabación de su segundo álbum.
Acreditado a Neil Young & Crazy Horse, Everybody Knows This Is Nowhere definió un sonido característico con largas jams y distintivos trabajos de guitarra entre Young y Whitten a través de canciones como "Cinnamon Girl", "Down by the River" y "Cowgirl in the Sand". Rebautizados como Crazy Horse, el grupo respaldó a Neil durante la primera mitad de su gira en 1969, y con la adición de Jack Nitzche al piano, durante la primera mitad de 1970. Un concierto ofrecido en el Fillmore East durante la segunda parte de la gira, planeado en un principio para su publicación en 1971, fue publicado en el álbum Live at the Fillmore East en 2006.
Poco después de comenzar a trabajar en su tercer álbum con Crazy Horse en 1969, Young se unió a Crosby, Stills & Nash para grabar Dèjá Vu y salir de gira entre 1969 y 1970. De vuelta a su trabajo en solitario, Young limitó la participación de Crazy Horse en la grabación. El resultado, After the Gold Rush, incluye sólo tres canciones con la participación del grupo: «When You Dance I Can Really Love», «Oh Lonesome Me» y «I Believe in You», procedentes de las sesiones de 1969 previas a la unión de Young a CSNY.

### Contrato con Reprise y muerte de Danny Whitten (1970-1975)
Debido al desarrollo de proyectos paralelos por parte de Young, Crazy Horse capitalizó su recién estrenado éxito al firmar un contrato discográfico con el sello Reprise Records y publicar su primer álbum, Crazy Horse. El grupo mantuvo a Nitzsche como productor y teclista y añadió un segundo guitarrista, Nils Lofgren, con quien habían coincidido en la grabación de After the Gold Rush. Crazy Horse incluía canciones de carácter hard rock y composiciones propias como "I Don't Want to Talk About It", de Danny Whitten, que fue posteriormente versionada por artistas como Geoff Muldaur, The Indigo Girls y Rod Stewart. Stewart llegó a grabar tres versiones distintas de "I Don't Want To Talk About It", alcanzando el primer puesto en las listas de éxitos británicas en 1977.
Poco después de la publicación de Crazy Horse, Lofgren y Nitzsche abandonaron el grupo, y el problema de Whitten con las drogas obligó a Billy Talbot y Ralph Molina a buscar el apoyo de músicos de acompañamiento. En 1972 publicaron Loose con el guitarrista George Whitsell como líder, y el mismo año salió a la luz At Crooked Lake, un nuevo álbum con un estilo musical más crudo de la mano de Rick y Mike Curtis. Al mismo tiempo, Neil Young había pensado en usar a Whitten como guitarrista de su nuevo grupo, The Stray Gators, durante su gira de 1972. Sin embargo, la falta de coordinación en los ensayos de la gira y el deterioro de Whitten llevaron a Young a despedirle. Poco después, Whitten regresó a Los Ángeles (California) y murió el 18 de noviembre de 1972 a causa de una sobredosis.
Tras la muerte de Whitten, Talbot y Molina se convirtieron en los únicos miembros de pleno derecho del grupo e impidieron el uso del nombre de Crazy Horse sin retirarse por completo. A mediados de 1973, Talbot y Molina participaron con Young en la grabación de Tonight's the Night junto a Nils Lofgren y Ben Keith. El álbum fue rechazado en un primer momento por Reprise, y su publicación se retrasó hasta 1975. Entre tanto, Talbot y Molina se unieron a The Santa Monica Flyers, que respaldó a Young durante una gira en otoño de 1973, y participaron en la grabación de On the Beach en 1974. 

### Entrada de Frank Sampedro yRust Never Sleeps(1975-1980)
Poco después de unas sesiones de grabación en Chess Studios a finales de 1974, Young, Talbot y Molina conocieron al guitarrista Frank "Poncho" Sampedro, que pasó a completar la formación de Crazy Horse y a reunificar el grupo tras dos años de parón creativo. Talbot comentó sobre la reunión del grupo: "Fue genial. Estábamos todos en alza. A Neil le encantó. A nosotros nos encantó. Era la primera vez que escuchamos a los Horse desde la muerte de Danny Whitten". 
Con la entrada de Sampedro, Young grabó Zuma con Crazy Horse en el sótano de una casa alquilada en Malibu (California) por David Briggs. El álbum supuso el inicio de uno de los máximos periodos de colaboración entre Neil Young y el grupo y profundizó en el carácter hard rock de la música de Young, dejando de lado el estilo country y folk de trabajos como Harvest. A comienzos de 1976 apoyaron a Young durante una gira por Japón y Europa, pero fueron excluidos de una hipotética gira durante el verano al retomar Young su colaboración con Stephen Stills. Volvieron a respaldar a Neil en otoño en una serie de conciertos que se vio obligado a ofrecer tras cancelar una gira con Stills.
Entre 1975 y 1977, Crazy Horse volvió a situarse en un segundo plano debido al cambio de planes de Young, que volvió a grabar en solitario y con otros músicos. No obstante, el grupo aparece en la mayoría del álbum de 1977 American Stars 'N Bars y en dos canciones de Comes a Time, "Look Out For My Love" y "Lotta Love". En 1978 grabaron Crazy Moon, su cuarto álbum de estudio, que incluye la participación de Neil Young en varias canciones, y se unieron a él en una gira que dio como resultado Rust Never Sleeps y Live Rust, ambos acreditados a Neil Young & Crazy Horse. El enfoque musical de Rust Never Sleeps, con un sonido rústico y cercano al garage en su versión eléctrica, encajó bien en la era del post-punk de la década de 1970, y fue considerado como uno de los picos creativos de la carrera de Young con Crazy Horse.

### Trabajos menores (1980-1990)
La publicación de Rust Never Sleeps cerró el primer periodo de máxima colaboración entre Neil Young y Crazy Horse. En 1981 el grupo volvió a respaldarle en la grabación de Re-ac-tor y participó en varias canciones de los álbumes Trans y Life, pero la involucración y experimentación de Young en otros géneros musicales como el rockabilly, el country o el blues llevó a un distanciamiento musical con Crazy Horse. El grupo se reunió con Neil en el estudio en 1984, pero las sesiones no llegaron a buen término por la incorporación de una sección de vientos.
Crazy Horse volvió a participar con Young bajo el nombre de The Bluenotes, un grupo formado para la grabación del álbum This Note's for You. Sin embargo, Billy Talbot y Ralph Molina abandonaron The Bluenotes al ver la orientación blues del trabajo de Neil, quedando Frank "Poncho" Sampedro como guitarrista del nuevo grupo. El trabajo de Sampedro con Neil llevó a Talbot y Molina a buscarle un sustituto para grabar un nuevo álbum bajo el nombre de Crazy Horse, titulado Left for Dead y publicado en 1989.

### DeRagged GloryaGreendale(1990-2004)

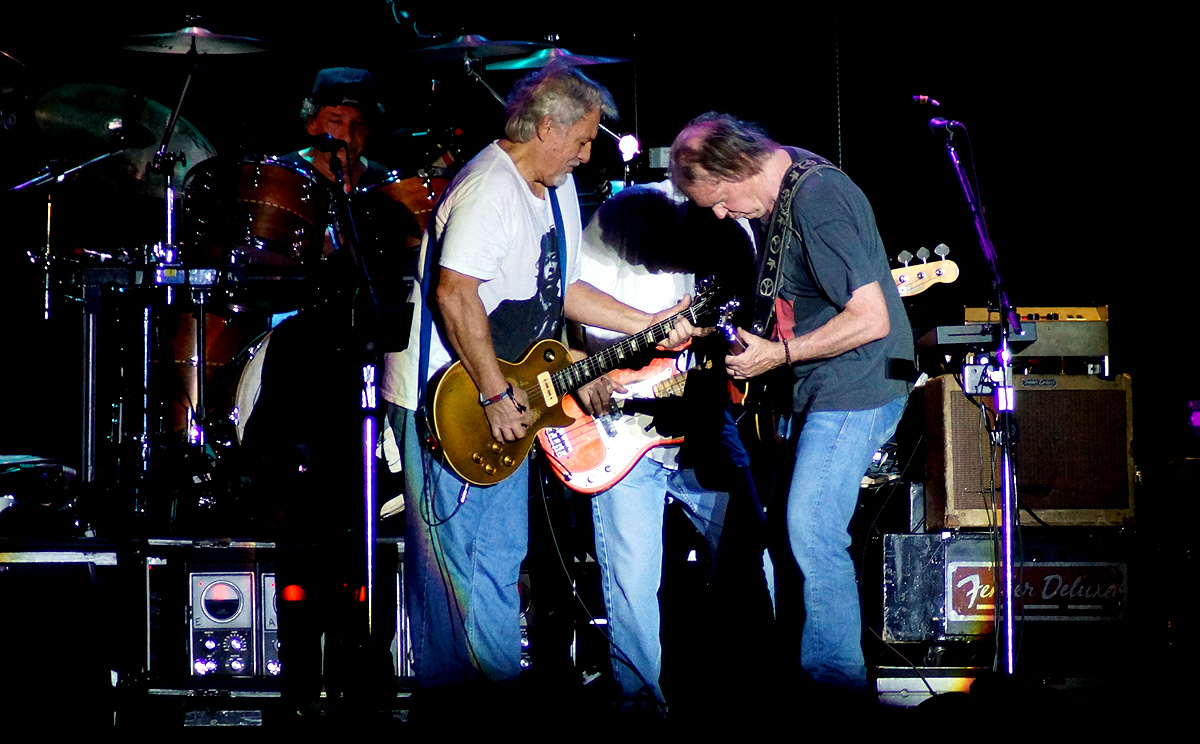
Neil Young tocando con Crazy Horse durante la gira Alchemy Tour en 2012.

La ruptura con Sampedro y Young fue efímera, ya que volvieron a reunirse en 1990 para grabar un nuevo álbum, titulado Ragged Glory. El grupo le respaldó durante la gira de promoción de Ragged Glory en 1991, fruto de la cual se publicó el doble álbum en directo Weld. La grabación de Ragged Glory dio comienzo a una nueva etapa de máxima colaboración entre Crazy Horse y Neil Young, que abarcó doce años y en la que el grupo se convirtió en la principal banda de apoyo de Young. Entre 1994 y 2000 grabaron los álbumes Sleeps with Angels y Broken Arrow, y emprendieron una gira mundial en 1997 que dio como resultado el álbum en directo Year of the Horse. 
Young y Crazy Horse intentaron grabar un nuevo álbum durante tres meses en unos estudios de San Francisco (California) en 2000, pero el resultado no fue satisfactorio y Young regrabó las canciones con Booker T & the MG's para el álbum Are You Passionate?, con la excepción de "Going Home". Bajo el título de Toast, las grabaciones de San Francisco permanecen inéditas. Tres años después volvieron a trabajar conjuntamente en Greendale, aunque sin la participación de Frank "Poncho" Sampedro, que sólo se unió a la gira posterior.

### Reformación:AmericanayPsychedelic Pill(2011 en adelante)
Crazy Horse permaneció inactivo desde la gira de promoción de Greendale en 2004. Según comentó Neil Young en una entrevista en 2011: «Ellos tienen que estar juntos antes de que yo pueda juntarme a ellos. Han estado sin hacer nada juntos, de modo que necesitan estar disponibles para hacerlo. No tengo tiempo para apoyar cosas. Tengo que ir con algo que sirva para apoyarme. Pero creo que pueden hacerlo». Durante este periodo de inactividad, Billy Talbot formó su propio grupo, The Billy Talbot Band, y publicó el álbum Alive in the Spirit World.
El 22 de enero de 2012, durante una charla con reporteros en la promoción del filme de Jonathan Demme Neil Young' Journeys, Neil desveló que había vuelto a grabar con Crazy Horse tras ocho años de inactividad. El resultado eran, según sus palabras, dos álbumes, uno de ellos terminado, y otro en desarrollo. El 10 de febrero, volvieron a tocar juntos en un escenario por primera vez desde la gira de promoción de Greendale en la entrega del premio MusiCares Person of the Year a Paul McCartney, versionando la canción «I Saw Her Standing There».
Ambos trabajos, Americana y Psychedelic Pill, fueron acompañados de la gira Alchemy Tour entre agosto de 2012 y de 2014. La gira sufrió varios incidentes: en agosto de 2013, Young se vio obligado a cancelar varios conciertos debido a una fractura de muñeca de Frank "Poncho" Sampedro, mientras que en la tercera y última etapa, Talbot fue sustituido por Rick Rosas al sufrir un leve derrame cerebral que le obligó a guardar reposo. Tras la gira, Young dejó al grupo en un segundo plano al emprender otros proyectos musicales en solitario y con bandas como Promise of the Real.

## Miembros

### Formación actual
- Billy Talbot: bajo y voz
- Ralph Molina: batería y coros
- Frank "Pancho" Sampedro: guitarra y teclados (desde 1975)

### Antiguos miembros
- Danny Whitten: guitarra y voz
- George Whitsell: guitarra y voz
- Leon Whitsell: guitarras
- Bobby Notkoff: violín
- Nils Lofgren: guitarra, teclados y coros
- Jack Nitzsche: teclados y coros
- Greg Leroy: guitarra y voz
- John Blanton: teclados
- Rick Curtis: guitarra y voz
- Michael Curtis: teclados
- Sonny Mone: guitarra y voz
- Matt Piucci: guitarra

## Discografía
| The Rockets - The Rockets (1968) Crazy Horse - Crazy Horse (1971) - Loose (1972) - At Crooked Lake (1972) - Crazy Moon (1978) - Left for Dead (1989) - Gone Dead Train: The Best of Crazy Horse 1971-1989 (2005) - Scratchy: The Complete Reprise Recordings (2005) | Con Neil Young - Everybody Knows This Is Nowhere (1969) - Tonight's the Night (1975) - Zuma (1975) - American Stars 'N Bars (1977) - Comes a Time (1978) - Rust Never Sleeps (1979) - Live Rust (1979) - Re·ac·tor (1981) - Life (1987) - Ragged Glory (1990) - Weld (1991) - Sleeps with Angels (1994) - Broken Arrow (1996) - Year of the Horse (1997) - Greendale (2003) - Live at the Fillmore East (2006) - Americana (2012) - Psychedelic Pill (2012) - Colorado (2019) - Barn (2021) - Toast (2022; recorded 2001) - World Record (2022) |